# Badminton Oceania
Badminton Oceania is de overkoepelende badmintonorganisatie van Oceanië. Hiermee is het een van de vijf organisaties die samen onder Badminton World Federation vallen. De huidige president van de organisatie is Corinne Barnard.

## Leden
Er zijn op dit moment 15 landen lid van Badminton Oceania.
| - Australië - Cookeilanden - Fiji - Guam - Kiribati | - Nauru - Nieuw-Caledonië - Nieuw-Zeeland - Norfolk - Noordelijke Marianen | - Salomonseilanden - Samoa - Tahiti - Tonga - Tuvalu |

## Toernooien
Badminton Oceania is de organisator van enkele Aziatische toernooien. Zij zijn verantwoordelijk voor de organisatie van de volgende evenementen.
- Oceanische Badmintonkampioenschappen